# أيدان نيوهاوس
أيدان نيوهاوس (بالإنجليزية: Aidan Newhouse)‏ هو لاعب كرة قدم بريطاني في مركز الهجوم، ولد في 23 مايو 1972 في والاسي ‏ في المملكة المتحدة. لعب مع برايتون أند هوف ألبيون وبورت فايل وساتون يونايتد وسوانزي سيتي ونادي بورتسموث ونادي ترانمير روفرز ونادي تشستر سيتي ونادي توركي يونايتد ونادي فولهام ونادي ويمبلدون ونورثويتش فيكتوريا.

## وصلات خارجية
- أيدان نيوهاوس على موقع قاعدة بيانات كرة القدم.إي يو (الإنجليزية)
- أيدان نيوهاوس على موقع Soccerbase.com (لاعب) (الإنجليزية)
- أيدان نيوهاوس على موقع عالم كرة القدم.نت (الإنجليزية)